# Обленже
Обленже (пол. Obłęże, нім. Woblanse) — село в Польщі, у гміні Кемпиці Слупського повіту Поморського воєводства.
Населення — 322 особи (2011).
У 1975-1998 роках село належало до Слупського воєводства.

## Демографія
Демографічна структура станом на 31 березня 2011 року:
|          | Загалом | Допрацездатний вік | Працездатний вік | Постпрацездатний вік |
| -------- | ------- | ------------------ | ---------------- | -------------------- |
| Чоловіки | 164     | 37                 | 116              | 11                   |
| Жінки    | 158     | 37                 | 97               | 24                   |
| Разом    | 322     | 74                 | 213              | 35                   |